# 贝灵韦德
贝灵韦德（荷蘭語：Bellingwedde）是荷兰东北部格罗宁根省的一个旧市镇，面积为110.07平方公里，2007年人口为9,513。
1968年，贝灵沃尔德（Bellingwolde）和韦德（Wedde）合併，建立了新市镇贝灵韦德。事隔五十年後行政區劃再度調整，2018年1月贝灵韦德與同省的弗拉赫特韋德（Vlagtwedde）合併，成立新的市镇－韦斯特沃尔德（Westerwolde）。

## 人口中心
- Bellingwolde
- Blijham
- Klein-Ulsda
- Oudeschans
- Rhederbrug
- Veelerveen
- Vriescheloo
- Wedde
- Wedderveer